# Pócsa
Pócsa là một thị trấn thuộc hạt Baranya, Hungary. Thị trấn này có diện tích 8,05 km², dân số năm 2010 là 195 người, mật độ 24 người/km².